# Svjetska baština Ujedinjenog Kraljevstva
Kronološki popis svjetske baštine u Ujedinjenom Kraljevstvu po godini upisa na UNESCO-ov popis:
1. 1986. – „Prolaz divova” (Giant's Causeway) i obližnja obala
2. 1986. – Dvorac Durham i Durhamska katedrala
3. 1986. – Korito Ironbridgea, industrijski spomenik
4. 1986. – Kraljevski park Studley i ruševine opatije Fountains
5. 1986. – Stonehenge, Avebury i pripadajući lokaliteti
6. 1986. – Dvorci i gradske zidine kralja Edwarda u Gwyneddu
7. 1986. – Otočna skupina Saint Kilda
8. 1987. – Palača Blenheim
9. 1987. – Grad Bath
10. 1987. – Granice Rimskog Carstva (Hadrijanov zid i Antoninov zid)
11. 1987. – Westminsterska opatija, Westminsterska palača i Crkva sv. Margarete u Westminsteru
12. 1988. – London Tower
13. 1988. – Canterburyska katedrala, opatija sv. Augustina i Crkva sv. Martina u Canterburyu
14. 1988. – Hendersonov otok (Pitcairnovo otočje Južnog mora)
15. 1995. – Edinburgh
16. 1995. – Rezervat divljih životinja na otocima Gough i Nepristupačnom otoku (Tristan da Cunha)
17. 1997. – Kraljičina kuća, Kraljevski opservatorij, Greenwich park i Nacionalni pomorski muzej u Greenwichu
18. 1999. – Spomenici iz mlađeg kamenog doba Neolitski Orkney
19. 2000. – Industrijsko mjesto Blaenavon
20. 2000. – Grad St. George na Bermudima
21. 2001. – Industrijsko mjesto Derwent Valley
22. 2001. – Tvornica tekstila, radničko naselje i park u Saltaireu kod Bradforda
23. 2001. – Industrijsko naselje New Lanark u Škotskoj
24. 2001. – Obale kod Dorseta i Devona (Jurska obala)
25. 2003. – Kraljevski botanički vrtovi u Londonu
26. 2006. - Rudarska pokrajina u Cornwallu i Devonu
27. 2009. - Akvedukt Pontcysyllte kod Wrexhama, Wales
28. 2015. - Forth Bridge
29. 2016. - Gorhamova špilja
30. 2017. - Engleski Lake District
31. 2019. - Zvjezdarnica Jodrell Bank
32. 2021. - Lječilišni grad Bath
33. 2021. - Krajolik škriljevca sjeverozapadnog Walesa
34. 2024. - Flow Country
35. 2024. - Gracehill, dio Naselja Moravske crkve

## Popis predložene svjetske baštine (5)
1. 2023. - Grad York: povijesno urbano središte
2. 2023. - Birkenhead Park, pionirski narodni park
3. 2023. - Istočnoatlantski letni put: Engleska istočna močvarna obala
4. 2023. - Little Cayman, primorski parkovi i zaštićena područja
5. 2023. - Mousa, Old Scatness i Jarlshof: Vrhunac željeznog doba na Shetlandu

Sa popisa su 2023. god. skinuta slijedeća mjesta koja su bila nominirana 2012. god.: Dokovi Chathama i njegova obrana, Creswell Crags, Darwinov laboratorij krajolika (Down House), Saint Helena, Monkwearmouthsko-jarrowska opatija i Otoci Turks i Caicos.

## Poveznice
- Popis mjesta svjetske baštine u Europi
- Popis mjesta svjetske baštine u Americi
- Popis mjesta svjetske baštine u Australiji i Oceaniji